# Fiat 615
Le FIAT 615 (Type 2102), présenté en 1951, est un camion léger, le digne remplaçant du FIAT 1100 ELR qui remontait à 1939. Si la FIAT 500 Topolino a motorisé l'Italie, le FIAT 615 est le symbole de la reconstruction de l'Italie après la Seconde Guerre mondiale.

## Historique

### FIAT 615 Essence
Présenté au Salon international de l'automobile de Genève, en mars en 1951, ce camion léger aux caractéristiques utilitaires très marquées, a bénéficié de toute l'expérience de FIAT V.I. dans le domaine des camions. Il est doté d'une cabine à capot qui habille un nouveau châssis qui va se démontrer être parmi les plus robustes et fiables de l'époque, avec une suspension avant à roues indépendantes. Lors de son lancement, il est équipé du nouveau moteur essence FIAT type 101 de 1 395 cm3 développant 39 ch DIN à 3 800 tr/min avec un couple élevé, moteur déjà utilisé sur la FIAT 1400 berline.

### FIAT 615N Diesel
La version diesel FIAT 615N (N pour "nafta", "gasoil - mazout" en italien, cette lettre désigne depuis les années trente tous les camions FIAT à moteur diesel) est lancée en novembre 1952 équipée du moteur diesel en fonte avec chemises rapportées FIAT type 305, injection indirecte avec chambre de turbulence, de 1 901 cm3 développant 40 Ch DIN à 3 200 tr/min. La course (90 mm) et l’alésage (82 mm) de ce nouveau moteur sont exactement les mêmes que celles de la version essence de même cylindrée équipant la FIAT 1900 berline. Cela a permis d'uniformiser les outils de production et d'utiliser un maximum de pièces communes. Pas très puissant, (40 Ch), il dispose d'un couple très élevé (96 N.m) à 2 000 tr/min permettant une vitesse de pointe de 80 km/h avec un appétit d’oiseau, à peine 8 litres de gasoil aux 100 km. Ses qualités de fiabilité et d’endurance sont telles que sa réputation va très rapidement en faire le moteur à copier ou à fabriquer sous licence.
Il offre une charge utile de 1,65 t, pour un PTC de 3,15 tonnes. Ce camion était réputé pour porter plus que son poids propre, chose très rare et remarquable à l'époque.
Durant cette même période, à titre d'essai, le moteur 1,9 litre à essence est testé dans le 615 en lieu et place du moteur 1,4, très efficace, mais d'une puissance limitée pour aborder les trajets en montagne.
Le FIAT 615 était un véhicule très moderne, aucun concurrent n'est arrivé à lui enlever quelques parts de marché. L'exportation, chose rarissime à l'époque, a confirmé cette réputation, mais la production en Italie va se révéler insuffisante et le camion sera largement fabriqué sous licence, en Autriche Steyr, en Pologne FIAT Polski et en Yougoslavie chez Zastava Kamioni à partir de 1956.

### FIAT 615 N1 Diesel

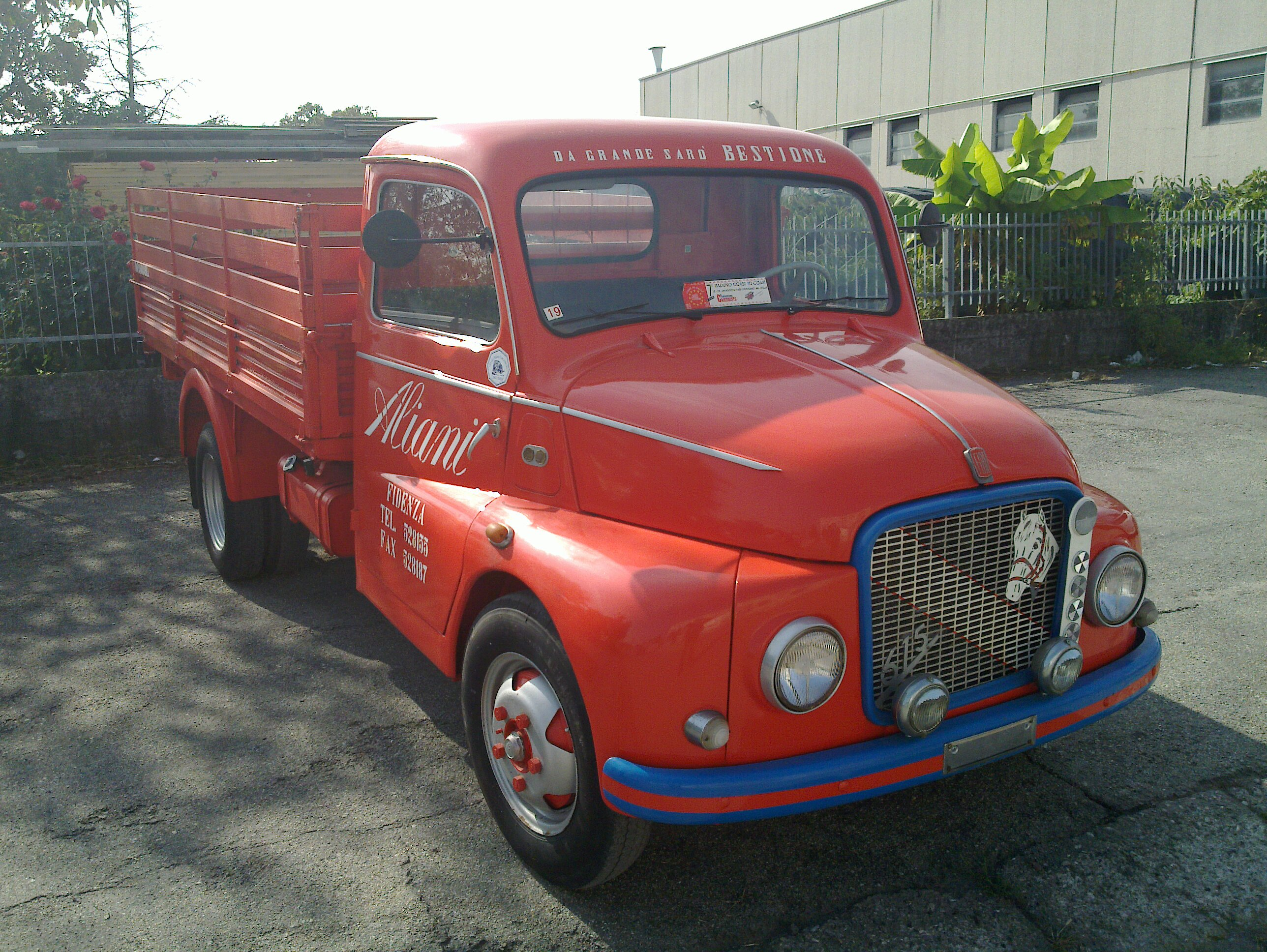
FIAT 615 N1

La seconde série, FIAT 615 N1, est lancée en 1960. La cabine bénéficie d'un restyling : * calandre beaucoup plus haute et carrée, sans baguettes chromées, 
- allongement de l'empattement de 25 cm porté à 3,0 mètres,
- augmentation du PTAC qui passe de 3,15 à 3,5 tonnes.

Le Fiat 615 N1 reçoit le moteur diesel FIAT type 305 de 1,9 litres dont la puissance est portée à 50 ch DIN. Le 615 N1 a été distribué en France par le réseau Unic, filiale de FIAT V.I..
C'est en 1965 que le FIAT 616 remplace la série 615. La première série de ce nouveau modèle reprend la cabine du 615 N1 équipée d'un nouveau moteur diesel FIAT de 2,7 litres.

### FIAT 615 Autobus
Comme à l'accoutumée, dès 1953, le constructeur italien a livré aux carrossiers spécialisés, une version châssis motorisé nu ou châssis cabine du modèle 615, pour la construction de versions autobus/autocars et autres carrosseries spéciales. La Carrozzeria Menarini s'est particulièrement distinguée par une version autocar GT de 11 places.

### FIAT 615 et 615N sous licence à l'étranger
- Autriche : Steyr 260 (1953-58)

Le FIAT 615 a été fabriqué sous licence en Autriche par Steyr de 1953 jusqu'en 1958, sous l'appellation Steyr 260, d'abord avec un moteur essence Steyr de 1 997cm 3 développant 50 Ch puis, à partir de 1954, Steyr adopte le moteur diesel Fiat de 1 901 cm3 développant 47 Ch et lance le "Steyr 260 Diesel". Ce même moteur équipera également les voitures Steyr 2000, version locale de la FIAT 1900 berline fabriquée sous licence.
À partir de 1958, tous les modèles produits sous licence FIAT, 615 N1 et les camions moyens tonnages OM de la « Série Zoologique », seront directement importés d'Italie et ne recevront que les logos Steyr et les indications du tableau de bord en autrichien.
- Yougoslavie : Zastava 615 / 620 (1956-78)

Le constructeur yougoslave Zastava et sa filiale Zastava Kamioni, lié à FIAT depuis sa création en 1953, a construit de 1956 jusqu'à la fin des années 1970, sous licence, le "FIAT 615" dans ses versions essence et diesel,  lorsqu'il sera remplacé par le Zastava 635, version locale du Fiat OM 40. Plus de 36 000 exemplaires ont été fabriqués pour le marché local et quelques exportations dans les pays de l'Est.

## La série FIAT 615
| Modèle             | Type                                              | Années de production | Type moteur             | Cylindrée | Puissance ch DIN  | PTC en tonnes |
| ------------------ | ------------------------------------------------- | -------------------- | ----------------------- | --------- | ----------------- | ------------- |
| FIAT 615 Tipo 2102 | camion léger, Châssis cabine, fourgon             | 1951 - 1953          | FIAT essence 101.005    | 1 395     | 39 à 3 800 tr/min | 3,0           |
| FIAT 615-2         | châssis cabine - fourgon                          | 1952 - 1956          | Fiat essence 305.010    | 1 901     | 40 à 3200 tr/min  | 3,2           |
| FIAT 615N          | nouveau moteur                                    | 1956 - 1960          | Fiat diesel 305B        | 1 901     | 43 à 3 200 tr/min | 3,2           |
| FIAT 615N          | fourgon                                           | 1956 - 1960          | FIAT 305B diesel        | 1 901     | 43 à 3200 tr/min  | 3,3           |
| FIAT 615 N1        | nouvelle version châssis cabine - fourgon         | 1960 - 1965          | FIAT 305D diesel        | 1 901     | 50 à 3 800 tr/min | 3,5           |
| Steyr 260          | idem FIAT 615                                     | 1953 - 1955          | Steyr essence WB 405    | 1 997     | 52                | 3,0           |
| Steyr 260D         | idem FIAT 615N                                    | 1954 - 1959          | FIAT diesel 305         | 1 901     | 40 à 3 200 tr/min | 3,5           |
| Zastava 615B       | idem FIAT 615, châssis cabine - fourgon - autobus | 1956 - 1970          | FIAT 105 BJ.005 essence | 1 901     | 48 à 3 200 tr/min | 3,15          |
| Zastava 620B       | camion, plateau, fourgon, ambulance, autobus      | 1968 - 1972          | FIAT 105 BJ essence     | 1 901     | 61 à 4 000 tr/min | 3,65          |
| Zastava 620D       | camion, plateau, fourgon, ambulance, autobus      | 1968 - 1972          | FIAT 305D diesel        | 1 901     | 51 à 3 200 tr/min | 3,65          |
| FIAT 616           | camion, châssis cabine, forgon                    | 1965 - 1968          | FIAT 237G essence       | 2 125     | 65 à 4 000 tr/min | 3,5           |
| FIAT 616N          | camion, châssis cabine, fourgon                   | 1965 - 1967          | FIAT 230A diesel        | 2 693     | 51 à 3 500 tr/min | 3,5           |
| FIAT 616 N1        | camion, châssis cabine, fourgon                   | 1966 - 1968          | FIAT 802A diesel        | 2 339     | 51 à 3 200 tr/min | 3,5           |